# Gaertnera bieleri
Gaertnera bieleri là một loài thực vật có hoa trong họ Thiến thảo. Loài này được (De Wild.) E.M.A.Petit mô tả khoa học đầu tiên năm 1959.